# Lion Wasczyk

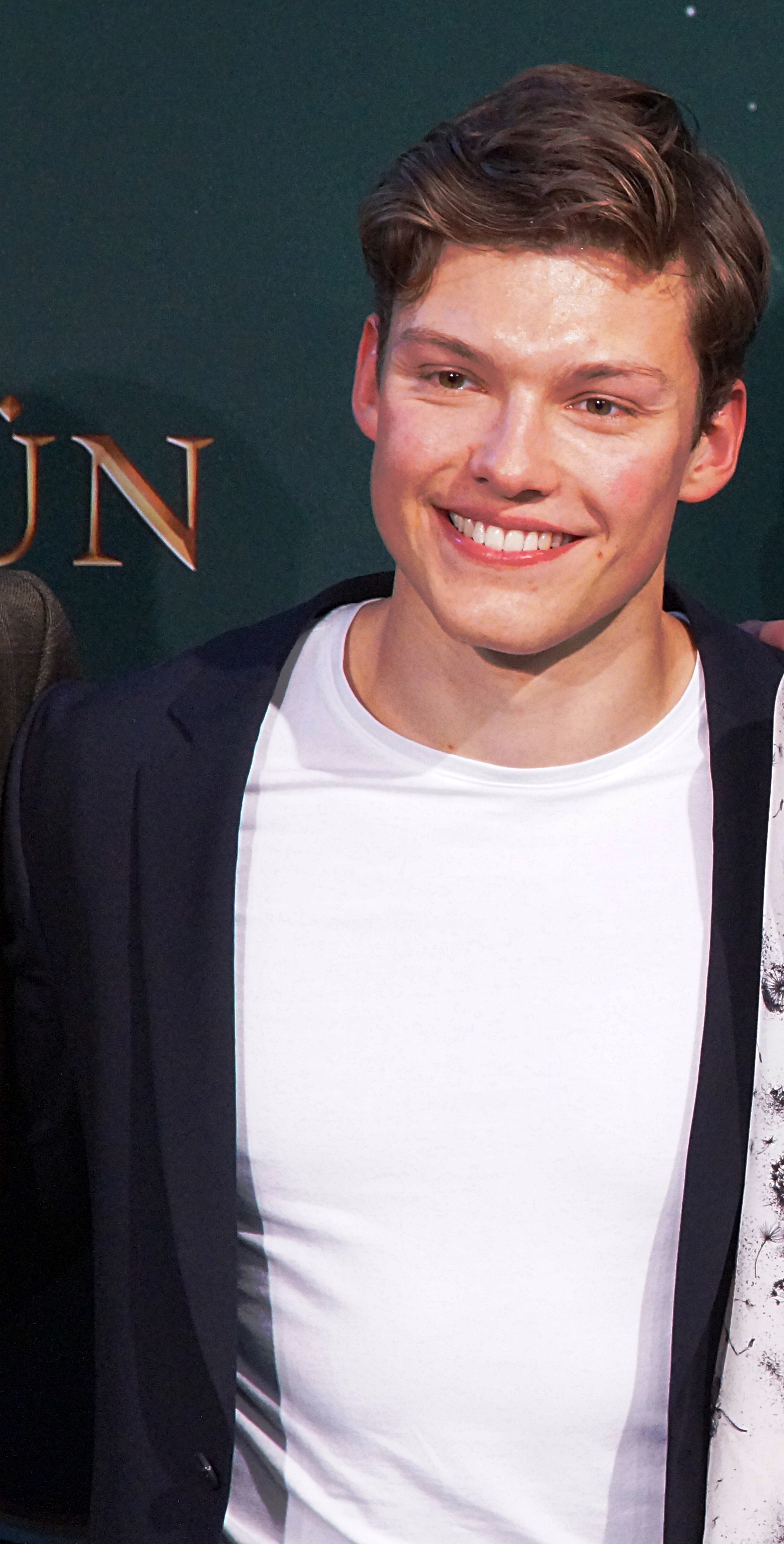
Lion Wasczyk bei der Deutschlandpremiere von Smaragdgrün in Köln (2016)

Lion Wasczyk (* 6. Juli 1994 in Berlin) ist ein deutscher Schauspieler.

## Karriere
Wasczyk gab sein Schauspieldebüt in dem Fernsehfilm Die Zeit der Kraniche. Danach war er in der Fernsehserie Doctor’s Diary in einer Episodenhauptrolle sowie in dem Film Mit geradem Rücken zu sehen.
2013 war er in einer Gastrolle von Doc meets Dorf zu sehen. Anfang September 2013 erhielt er in dem 2014 veröffentlichten Spielfilm Saphirblau die Rolle des Raphael.
Zur gleichen Zeit erhielt er in der Daily-Soap Hotel 13 von Nickelodeon eine Hauptrolle, in der er ab Frühling 2014 zu sehen war. Darin spielte er die Rolle des Jack Leopold, die zuvor von Gerrit Klein verkörpert wurde. Von 2016 bis 2019 war er in der Serie Alarm für Cobra 11 – Die Autobahnpolizei vertreten, in der er den frisch eingestellten Polizisten Finn Bartels verkörperte.
2019 spielte er eine der Hauptrollen in dem Film Misfit. Seit September 2021 ist Wasczyk als Assistenzarzt Florian Osterwald in der ARD-Serie In aller Freundschaft – Die jungen Ärzte zu sehen.

## Filmografie (Auswahl)
- 2009: Prinz Eisenherz
- 2010: Die Zeit der Kraniche (Fernsehfilm)
- 2011: Doctor’s Diary (Fernsehserie, eine Episode)
- 2011: Auf der Suche nach dem verlorenen Sonntag
- 2012: Mit geradem Rücken (Fernsehfilm)
- 2013: Doc meets Dorf (Fernsehserie, eine Episode)
- 2013: Ein Sommer in Portugal
- 2013: Zwei mitten im Leben
- 2013–2014: Hotel 13 (56 Episoden)
- 2014: Saphirblau
- 2014: Meine Tochter Anne Frank (Fernsehfilm)
- 2014: Zwei mitten im Leben
- 2015: Der Lehrer (Fernsehserie, eine Episode)
- 2015: In Your Dreams (Fernsehserie, 11 Episoden)
- 2015: Tiere bis unters Dach (Fernsehserie, 5 Episoden)
- 2016: Smaragdgrün
- 2016–2019: Alarm für Cobra 11 – Die Autobahnpolizei (Fernsehserie, 33 Episoden)
- 2016: Verrückt nach Fixi
- 2016: In aller Freundschaft – Die jungen Ärzte (Fernsehserie, Episode Größe)
- 2019: Misfit
- 2020: Notruf Hafenkante (Fernsehserie, Episode Unter Druck)
- 2021: Even Closer – Hautnah (Fernsehserie, 6 Episoden)
- seit 2021: In aller Freundschaft – Die jungen Ärzte (Hauptrolle)
- 2021: SOKO Leipzig (Fernsehserie, Episode Schlafes Bruder)
- 2022: Doktor Ballouz
- 2024: Notruf Hafenkante (Fernsehserie, Episode Die Neue)